# Architektura-Murator
Architektura-Murator (pisownia stylizowana: ARCHITEKTURA-murator) – polski miesięcznik architektoniczny wydawany przez ZPR Media, ukazujący się w Warszawie od października 1994 i kontynuujący tradycję czasopisma SARP „Architektura”.
Miesięcznik publikuje reportaże o nowych budynkach, głównie powstających na terenie Polski, wzbogacone o niewielkie plany budynków. Zawiera również różne teksty publicystyczne, felietony i wywiady, a także obszerną sekcję studencką. Redaktorem naczelnym miesięcznika w latach 1994–2024 była Ewa P. Porębska. 1 lutego 2024 zastąpił ją Artur Celiński. W „Architekturze-Muratorze” publikowali swoje teksty Grzegorz Stiasny, Czesław Bielecki, Bronisław Wildstein.
W 2014 czasopismo „Architektura-Murator” otrzymało Honorową Nagrodę Ministra Kultury i Dziedzictwa Narodowego, było także wielokrotnie nagradzane za szatę graficzną.
Od 1995 roku miesięcznik organizuje nieregularny konkurs architektoniczny Życie w Architekturze; do 2015 roku było pięć warszawskich i dwie ogólnopolskie edycje. Rywalizowało w nich w sumie ponad 2600 realizacji.
W 2014 roku redakcja miesięcznika przygotowała wystawę Kolekcja „Architektury-Muratora” dla Muzeum Sztuki Nowoczesnej z okazji jubileuszu dwudziestolecia istnienia tytułu na rynku. Wystawa prezentowała 25 makiet wybitnych obiektów architektury, wybudowanych w Polsce po 1989. Dostępna była dla zwiedzających od 2 października 2014 do 4 stycznia 2015. Prezentowane makiety zostały przekazane w formie daru do Muzeum Sztuki Nowoczesnej.